# Trebellius Niger
Trebellius Niger war ein antiker römischer Toreut (Metallarbeiter), der im zweiten Viertel des 1. Jahrhunderts in Mittelitalien tätig war.
Trebellius Niger ist heute nur noch aufgrund eines Signaturstempels auf einer Bronzekasserolle bekannt. Diese wurde in Sisak (dem antiken Siscia), Kroatien gefunden. Heute befindet sich das Stück im Archäologischen Museum in Zagreb. Neben Trebellius Niger gab es zur selben Zeit in derselben Region drei weitere Toreuten aus der Gens der Trebellier: Gnaeus Trebellius Crescens (elf erhaltene Bronzen), Gnaeus Trebellius (3) und Gnaeus Trebellius Romanus (10). Damit dürfte es sich um eine der profiliertesten Familien in diesem Arbeitsbereich handeln, sollte es sich hier um Mitglieder eines Familienverbandes handeln.

## Einzelbelege
1. ↑  Inventarnummer VI 6033; Richard Petrovszky: Studien zu römischen Bronzegefäßen mit Meisterstempeln. Leidorf, Buch am Erlbach 1993, S. 307–308, Nr. T.07.01.

| Personendaten    | Personendaten                              |
| ---------------- | ------------------------------------------ |
| NAME             | Trebellius Niger                           |
| ALTERNATIVNAMEN  | Niger, Trebellius                          |
| KURZBESCHREIBUNG | antiker römischer Toreut                   |
| GEBURTSDATUM     | 1. Jahrhundert v. Chr. oder 1. Jahrhundert |
| STERBEDATUM      | 1. Jahrhundert oder 2. Jahrhundert         |